# 鯊魚灣

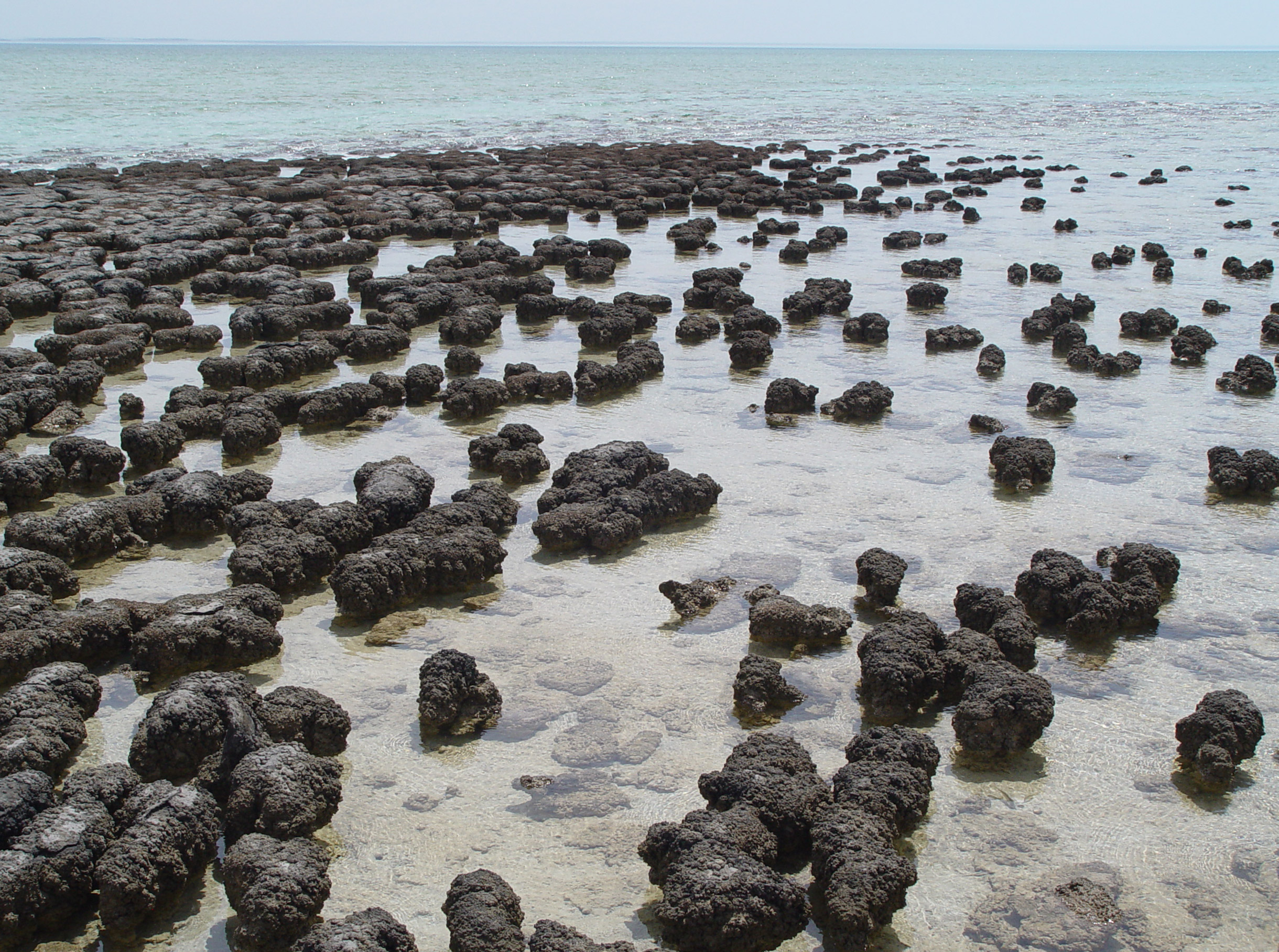
鯊魚灣的現代疊層岩。

鲨鱼湾（Shark Bay），又译沙克湾，是一个世界遗产，位于西澳大利亚州的加斯科因，距珀斯北部约800公里。鲨鱼湾也是澳大利亚的最西点。鲨鱼湾是由1699年7月来到澳大利亚的第一批欧洲人中的威廉·丹皮尔命名。鲨鱼湾声称是自1616年荷兰人迪尔克·哈尔托赫（Dirk Hartog）登陆后全澳大利亚第一个与欧洲建立联系的地方，也是第一个被外部世界发现并被正式记载的地点。
鲨鱼湾的西臂也被称为Denham Sound。
鲨鱼湾同时也指下面几个事物：
- 鲨鱼湾本身以及它的半岛和众多岛屿。
- 鲨鱼湾郡
- 鲨鱼湾世界遗产
- 鲨鱼湾海洋公园

将澳大利亚和欧洲相同面积国家相比较可能会对读者理解澳洲如此隔绝和广阔的事实。鲨鱼湾和威尔士有着差不多的面积，但是仅有不到1000的人口却有超过500千米的海岸线。仅有半打的小社区仅仅覆盖了整个区域面积的1%。

## 市镇和人口
鲨鱼湾人烟稀少，常住人口不足1000人，其中大部分居住于佩伦半岛（Peron Peninsula）上的小镇德纳姆（Denham），这里集中了鲨鱼湾90%以上的常住人口，也是鲨鱼湾的旅游集散地和游客中心所在，各种配套设施齐全。

## 世界遗产
海湾覆盖了大约10000平方米的区域，平均深度为10米。它被很多浅滩分割为很多半岛和岛屿。海岸线长约1500公里。鲨鱼湾坐落在三大主要气候带的过渡地带，也处在两个植物学区域的中间。
迪尔克·哈尔托赫是该地主要的历史纪念地，因为早期的探险家都从此登陆。
鲨鱼湾也有动物学上的重要性，因为在这块土地上生存着超过10000頭儒艮（海牛），同时，这里也有很多海豚。这里还生存着26种澳大利亚濒危的哺乳动物，超过230种鸟类以及将近150种爬行动物。这里也是鱼类、甲壳类和腔肠动物类的重要繁殖及生长的地方。这里有323种鱼类，包括很多的鲨鱼和软骨鱼纲。
鲨鱼湾中部分宽吻海豚是已知的唯一能够使用工具的海洋哺乳动物。当在沙质海底搜索食物的时候，它们会用海绵来保护自己的嘴部。且這項技能只由母海豚教導給牠的女兒。
鲨鱼湾也有着已知的最大面积的海菜草区，海草覆盖了大约4000平方千米的区域，包括世界上最大的海草沙洲——伍拉梅尔海草沙洲。鲨鱼湾也有一个地点最多海草种类的记录，这里存活着12种海草，其中九种在其他地区也常常一块儿生长。
在海湾南边的哈梅林池，由微生物所搭建的叠层岩已经有超过3000年的历史。哈梅林池有着世界上最丰富多样的叠层岩类型。
鲨鱼湾在1991年被评选为世界遗产，遗产覆盖了大约23000平方公里的范围，包含了很多保护区和保留地，包括鲨鱼湾海洋公园、弗朗索瓦·佩伦国家公园、哈梅林池海洋自然保护区和很多被保护的岛屿。